# Pizza cuatro estaciones

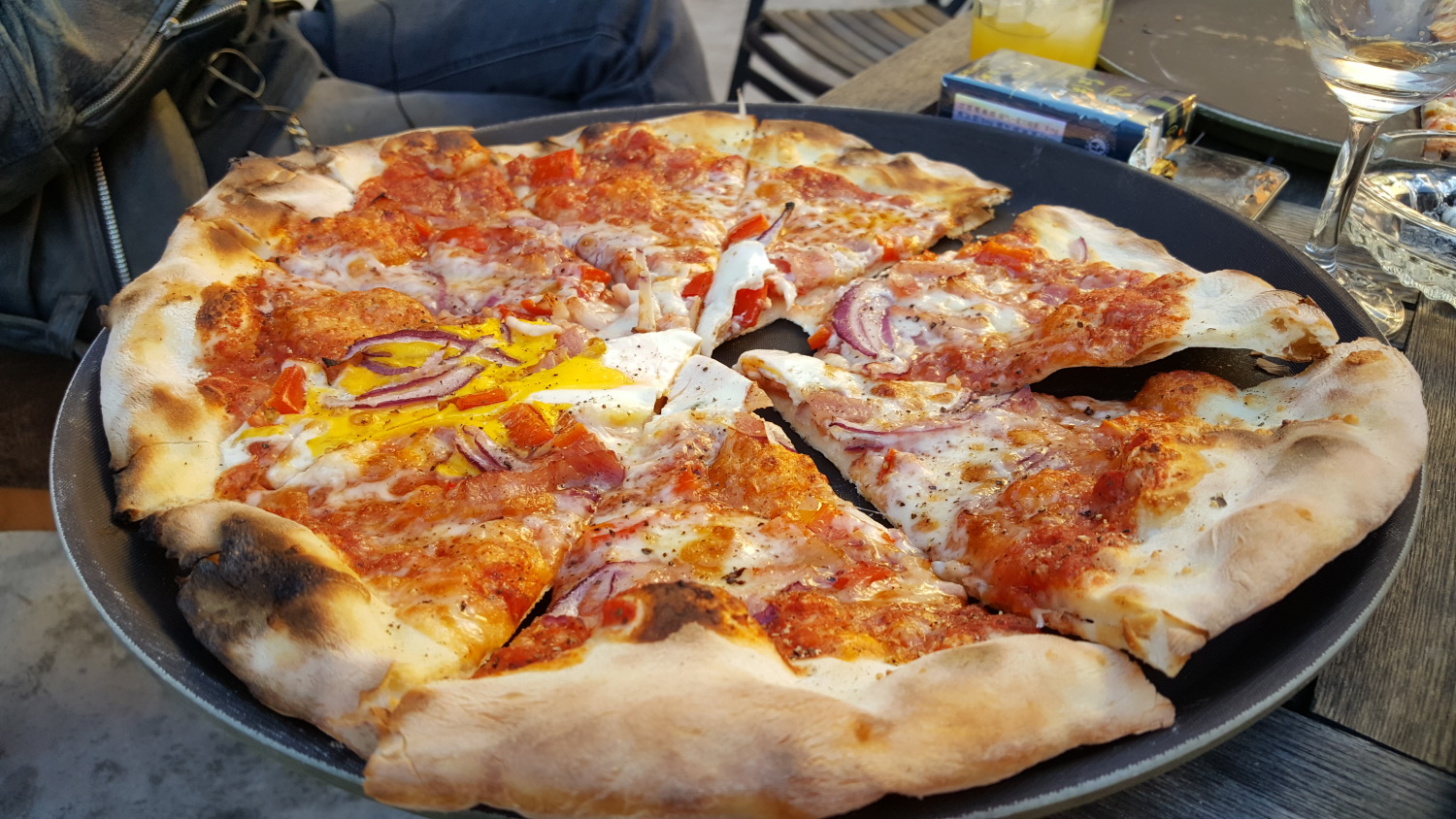
Una pizza cuatro estaciones vegetariana en Kunming, Yunnan, China.

La pizza cuatro estaciones, en italiano, pizza quattro stagioni (/ˈpittsa kwattro stadʒoni/) es una variedad italiana de pizza que se prepara en cuatro secciones con diversos ingredientes, y cada sección representa una estación del año. Las alcachofas representan la primavera, los tomates o la albahaca representan el verano, las setas representan el otoño y el jamón (también puede ser jamón curado, llamado prosciutto) o las aceitunas representan el invierno. Es una pizza muy popular en Italia, y ha sido descrita como una pizza italiana «clásica», «famosa» y «reconocida». Es una variante de la pizza capricciosa.

## Preparación
Por lo general, se prepara con salsa de tomate y queso. La pizza quattro stagioni generalmente se prepara agregando alcachofas, tomates o albahaca, champiñones, jamón y/o aceitunas, cada conjunto de ingredientes separados en cada uno de los cuatro cuartos de la pizza. También se pueden usar otros ingredientes. Por ejemplo, se pueden usar corazones de alcachofa recién cocinados o enlatados.
Algunos de estos condimentos se pueden secar previamente en un horno para reducir su humedad, lo que evita que la pizza se empape al terminarse. Hornear la pizza en una piedra para pizza también puede prevenir el empañamiento. Se puede acabar de sazonar rociando aceite de oliva sobre la pizza.
La pizza cuatro estaciones se puede cortar en rodajas o por sus cuatro secciones. Una versión vegetariana puede ser sustituyendo el jamón por berenjena o carne vegana.